# Сбийское ущелье
Сбийское ущелье или ущелье Сба (осет. Сыбайы ком) — ущелье в частично признанном государстве Южная Осетия на востоке Дзауского района (или, по законам Грузии, в Джавском муниципалитете).

## Название
Название происходит от осетинского «сыппа». Первоначально ущелье называлось «Сыппайы ком», позднее трансформировавшееся в «Сыбайы ком» (или просто «Сыба»).

## Селения
- Земо Сба/Верхний Сба или Абайтикау (также называется Кугом) — ныне не существует
- Шуа Сба/Средний Сба или Баккатикау — ныне не существует
- Квемо Сба/Нижний Сба или Дзаттиатикау

## Топографические карты
- Лист карты K-38-53 пер. Крестовый. Масштаб: 1 : 100 000. Состояние местности на 1987 год. Издание 1989 г.